# Rabanera
Rabanera település Spanyolországban, La Rioja autonóm közösségben. Rabanera Ajamil községgel határos. Lakosainak száma 31 fő (2024).

## Népesség
A település népessége az elmúlt években az alábbi módon változott:
| Lakosok száma | 36   | 40   | 41   | 38   | 45   | 35   | 28   | 32   | 31   | 31   |
|               | 2001 | 2004 | 2007 | 2009 | 2012 | 2014 | 2017 | 2019 | 2022 | 2024 |